# 衛星塔
衛星塔（西班牙語：Torres de Satélite）是一組坐落在墨西哥墨西哥城的衛星城市瑙卡爾潘的雕塑作品，矗立在車流龐大的幹道中，為該國最早的大型城市雕塑之一。其計畫始於1957年，由著名的墨西哥建築師路易斯·巴拉岡、畫家耶蘇斯·雷耶斯·費雷拉和雕塑家馬蒂亞斯·戈雷提茲所構想，該項目最初計劃由七座塔樓組成，最高的塔樓達到200米（約650英尺）的高度，但由於預算減少，該設計只能由五座塔組成，最高的塔高52米（170英尺），最短的塔高30米（98英尺），分別為紅、藍、黃及兩座白色塔。1958年3月，衛星塔落成。

## 外部連結
- Ayuntamiento de Naucalpan de Juárez （页面存档备份，存于） — 官方介紹 （西班牙文）

19°29′57.35″N 99°14′12.79″W / 19.4992639°N 99.2368861°W